# خاچاتور یودوکاتسی
خاچاتور یودوکاتسی (ارمنی: Խաչատուր Թոխաթցի (Եվդոկացի)؛ انگلیسی: Hachatur Ewdokatsi زادهٔ ۱۵۷۰ - درگذشته تاریخ نامعلوم) ۱۶ام - ۱۷ام حدود. نویسنده، شاعر اهل ارمنستان بود.

## زندگی‌نامه
وی در ۱۵۷۰ در توقات  به دنیا آمد . . وی در سده ۱۷ام میلادی درگذشت.